# Gavião-de-penacho
O gavião-de-penacho, apacanim, inapacanim ou urutaurana (nome científico: Spizaetus ornatus), apesar do nome, é na realidade uma águia florestal da família dos acipitrídeos (Accipitridae). Esta espécie tem um tarso emplumado que a marca como membro da subfamília dos aquilíneos (Aquilinae). Esta espécie é notável pelas cores vivas e marcações arrojadas dos adultos, que diferem consideravelmente da plumagem muito mais esbranquiçada da ave juvenil. Se estende do centro do México até o sul através de grande parte da América Central e em uma faixa geral um tanto irregular, mas ampla, na América do Sul, incluindo no oeste, além dos Andes, e amplamente no lado do Atlântico, especialmente até o sudeste do Brasil e o norte da Argentina.
Esta espécie é encontrada principalmente em florestas primárias com árvores altas, embora possa ser encontrada em muitos tipos de floresta. A fêmea põe quase sempre um único ovo e a espécie tem um ciclo de reprodução bastante prolongado, como muitas aves de rapina tropicais, especialmente devido a um longo estágio pós-emplumação no qual os juvenis dependem de seus pais. É um predador diversificado e excepcionalmente poderoso que captura uma variedade de presas, geralmente várias aves de médio a grande porte e mamíferos de pequeno a médio porte, bem como répteis ocasionais. Como muitas aves de rapina dependentes da floresta, especialmente aquelas nas regiões tropicais e subtropicais, esta espécie provavelmente está sob a ameaça premente de desmatamento. O declínio do habitat florestal nesta faixa de espécies, especialmente na floresta amazônica, levou a União Internacional para a Conservação da Natureza (UICN / IUCN) a listar o gavião-de-penacho como Quase Ameaçado em 2016.

## Etimologia
Inapacanim e apacanim compartilham a mesma raiz etimológica japacanim, que é empregado para designar outras aves. De acordo com o Dicionário Histórico das Palavras Portuguesas de Origem Tupi (DHPT), originaram-se no tupi yapaka'ni. Foi registrado pela primeira vez em cerca de 1777 como yapacani, e em 1783 como japocani. Por sua vez, urutaurana equivale ao tupi urutau'rana. O étimo foi registrado pela primeira vez em 1618 como garatavrana e foi construído com a aglutinação de urutau (designação comum das aves da família dos nictibiídeos) e do pospositivo -rana, lit. "semelhante, parecido a, da feição de".
O nome "gavião-de-penacho" foi selecionado como nome vernáculo técnico para a espécie pelo Comitê Brasileiro de Registros Ornitológicos. 

## Taxonomia
O gavião-de-penacho é um membro da subfamília dos aquilíneos (Aquilinae), com o tarso bem emplumado, característica presente em espécies tropicais e temperadas (que compartilham, presumivelmente por convergência evolutiva, com um par de buteoníneos). É um dos quatro membros vivos das aves Spizaetus nativas dos neotrópicos. Ao mesmo tempo, algumas águias do Velho Mundo, nativas de várias áreas do sul da Ásia, também foram incluídas no gênero Spizaetus. No entanto, estudos genéticos mostraram que o grupo asiático de espécies é parafilético, resultando em membros do Velho Mundo sendo colocados em Nisaetus (Hodgson, 1836) e separados das espécies do Novo Mundo. A história do gênero Spizaetus americano tem sido indicada pela diversidade de águias encontradas nos registros fósseis nos Estados Unidos e no México. Pelo menos cinco dessas espécies foram descritas, tendo presumivelmente irradiado a partir de águias basais de origem asiática através da Ponte Terrestre de Beringue. Estudos indicaram que alguns deles são ancestrais das espécies modernas de Spizaetus, com os gêneros presentes na América do Norte pelo menos desde o Plioceno. Algumas formas eram consideravelmente mais maciças do que qualquer ave existente e, de fato, provavelmente excederiam o tamanho de qualquer águia viva. Espécies fósseis como Spizaetus willetti podem ter crescido em tamanhos semelhantes aos da harpia moderna (Harpia harpyja).
Estudos baseados em marcadores genéticos indicaram que o gavião-pato (Spizaetus melanoleucus) e, especialmente, o gavião-bicolor (Spizaetus isidori) estão intimamente relacionados com o gavião-de-penacho, resultando na eliminação de seus antigos gêneros, Spizastur e Oroaetu. O quarto gavião neotropical, o gavião-pega-macaco (Spizaetus tyrannus), foi determinado como basal às outras espécies existentes. Por pesquisa genética, o gavião-de-penacho, o gavião-pato e o gavião-bicolor são considerados espécies irmãs. A espécie pode incluir duas subespécies. A subespécie nominal (S. o. ornatus) ocupa uma boa parte da distribuição sul-americana da espécie, incluindo o leste da Colômbia, Venezuela e toda a distribuição da espécie no Brasil e pontos ao sul. A segunda subespécie, S. o. vicarius, foi descrita habitando a parte norte da cordilheira dos Andes, estendendo-se do México e da América Central até grande parte do oeste da Colômbia e oeste do Equador até o sul de El Oro. As subespécies parecem diferir principalmente nas características de plumagem dos adultos. As aves nominais têm uma cor mais canelada no pescoço com uma cor de fundo ligeiramente mais pálida e marcações mais esparsas na cabeça e na parte inferior, enquanto S. o. vicarius tende a ser mais escuro em geral, com uma cor mais rica, mais profunda e mais ruiva ao redor do pescoço, marcações mais densas e escuras em geral e bandas mais largas na cauda.

## Descrição

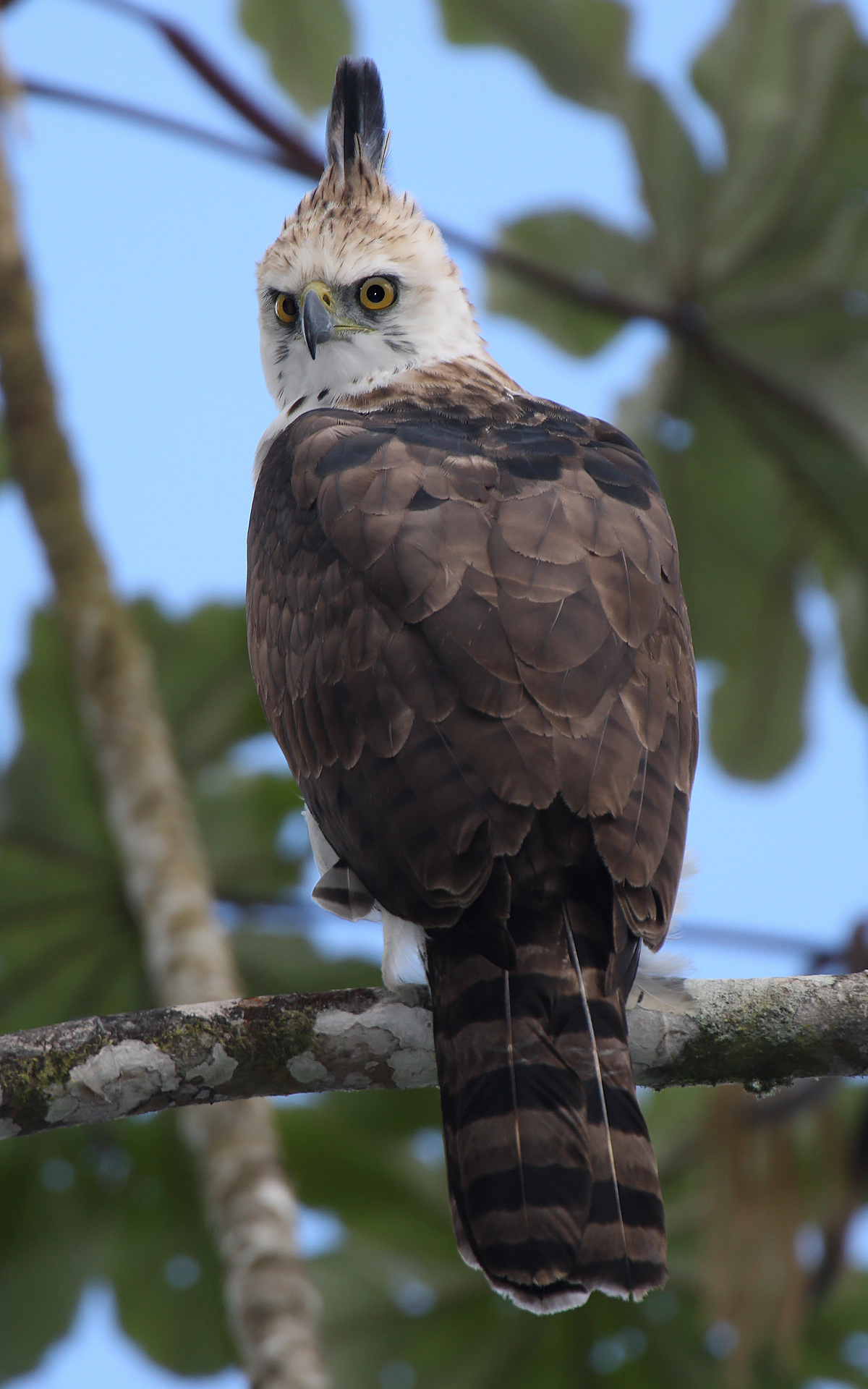
Imaturo, Parque Nacional de Darién (Panamá)

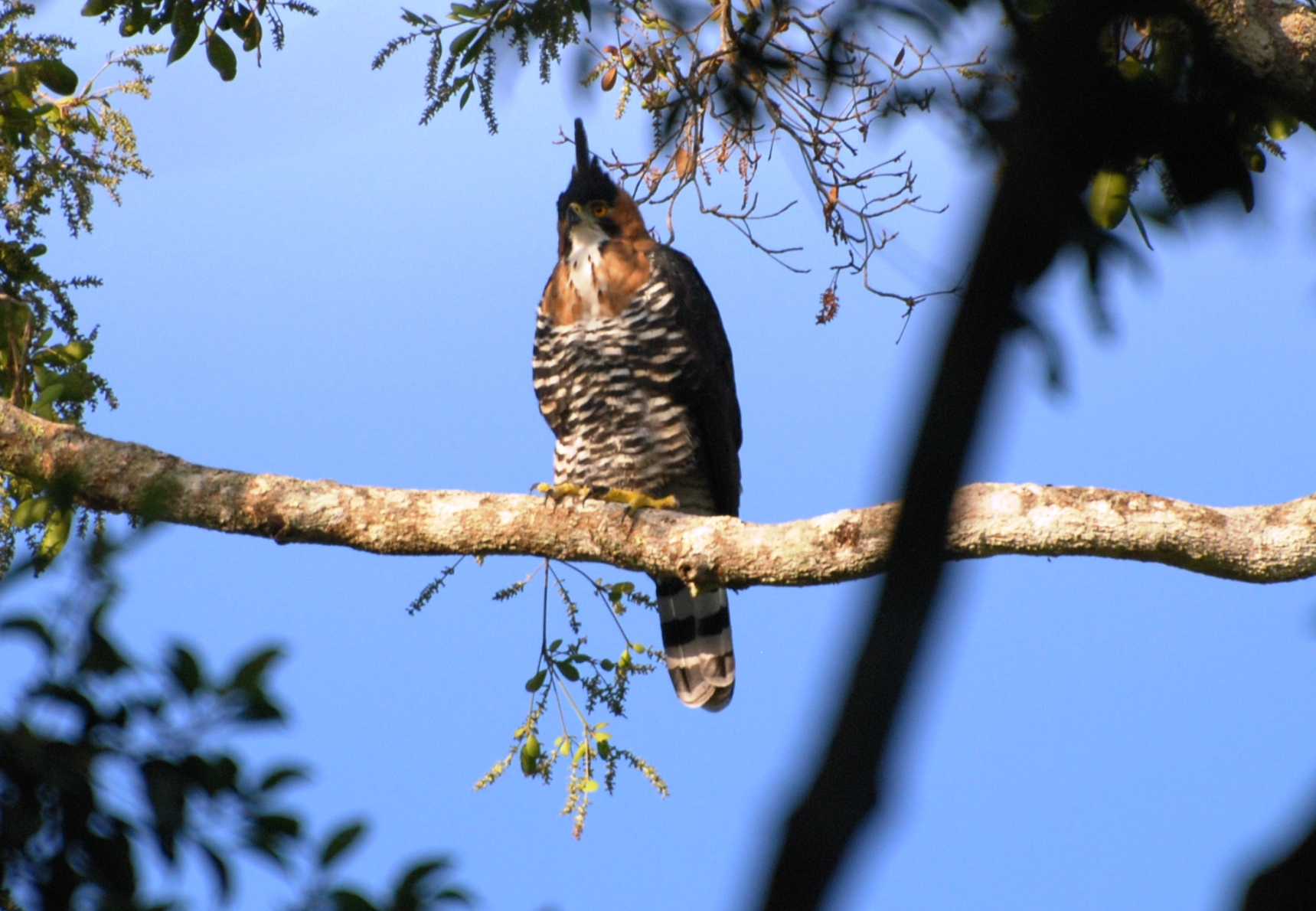
Adulto selvagem em Campeche, México

Esta é uma espécie de ave de rapina de tamanho médio a grande. No gavião-de-penacho, os sexos são semelhantes em aparência e se sobrepõem em tamanho, mas, como a maioria das aves de rapina, mostram dimorfismo sexual reverso, no qual as fêmeas superam os machos, ao contrário da maioria das aves não raptoras. As maiores fêmeas são 13% maiores que os maiores machos, com uma média de cerca de 8% maior na subespécie nominal. Na América Central, em casos extremos, as fêmeas maiores são até 50% mais pesadas que os machos menores. A espécie é ligeiramente menor do que os maiores membros de gêneros de aves de rapina generalizados, como as maiores espécies de Buteo e Falco, mas geralmente é maior do que outras aves de rapina da floresta em seu alcance, além de abutres (catartídeos) e outras espécies de águias. O comprimento total do gavião-de-penacho adulto é de 56 a 68,5 centímetros. O comprimento total médio é estimado em 60 centímetros para machos e 63 centímetros para fêmeas. A envergadura pode variar de 117 a 142 centímetros. A massa corporal pode variar nos machos de 835 a 1 215 gramas e nas fêmeas de 950 até 1 760 gramas. Em um estudo, o peso médio de cinco machos adultos foi de 1 009 quilo enquanto em outro grupo, cinco machos pesaram em média 1 035 quilo. O peso médio de quatro fêmeas adultas foi de 1 421 quilo, enquanto outra amostra de 11 teve uma média de 1 452 quilo. Entre as medidas padrão, a corda da asa mede de 312 a 360 milímetros em machos e 320 a 405 milímetros em fêmeas contra S. o. vicarius em que a corda da asa é conhecida por medir 337,8 a 349,3 milímetros em machos e 353,3 a 388 milímetros nas fêmeas. No comprimento da cauda, os machos variam de 244 a 268 milímetros e fêmeas de 266 a 290 milímetros. O culmeira de cera mede 25,5 a 29 milímetros em machos e 27 a 31,5 milímetros. No comprimento do tarso, os machos podem medir 87 a 92 milímetros e as fêmeas podem medir 89,5 a 100 milímetros. Os comprimentos médios das cordas das asas da Guatemala (S. o. vicarius), mostraram sete machos com média de 339,8 milímetros e oito fêmeas para uma média de 377,8 milímetros. Enquanto isso, na mesma amostra, o comprimento médio da cauda foi 255,6 milímetros em machos e 281,6 milímetros nas fêmeas e o comprimento médio do tarso foi de 89 milímetros e 94,1 milímetros nos sexos, respectivamente. A maior garra traseira (ou garra do hálux) é particularmente aumentada no gavião-de-penacho em relação ao seu tamanho, com média de cerca de 36,7 milímetros em machos e 39,1 milímetros em fêmeas da Guatemala, com uma envergadura média para ambos os sexos medindo cerca de 13,5 centímetros.
Os gaviões-de-penacho empoleiram-se em grande parte na copa das árvores, mas às vezes ficam em galhos expostos, especialmente no início da manhã. Geralmente, a atividade aumenta no final da manhã. Brown & Amadon (1986) descreveram as espécies como "bastante impassíveis e buteoninas, apesar da longa cauda e crista". Os adultos são em grande parte distinguíveis por seus capuzes avermelhados e barras marcadas abaixo. Além disso, todas os gaviões-de-penacho possuem uma longa crista erétil, que pode ser colocada de forma variada contra a cabeça, às vezes projetando-se para cima como um espigão ou às vezes pendurada com uma leve curva. Os adultos quando empoleirados têm uma coroa preta, crista e listras malar (continuando para os lados como listras isoladas) destacadas pela cor avermelhada em suas bochechas, coberturas auriculares e nas laterais do pescoço e do peito (às vezes cobrindo completamente a parte superior do tórax), além do sombreamento ruivo em uma nuca pouco mais marrom. Na parte superior, são barrados de preto a marrom escuro com pontas brancas geralmente aparentes no manto e coberturas das asas menores. Enquanto isso, na parte inferior, têm uma cor de base esbranquiçada que, além da garganta muitas vezes simples, é sobreposta com barras pretas. Essa barra se estende até o abdômen e as pernas, enquanto o crisso é manchado de preto. Como muitas aves de rapina florestais, a espécie tem asas relativamente curtas e cauda longa. Quando empoleirados, as pontas das asas ultrapassam ligeiramente a base da cauda. A cauda é enegrecida com uma ponta esbranquiçada cremosa e três bandas largas e claras, que são acinzentadas na parte superior e esbranquiçadas na parte inferior, sendo a barra basal muitas vezes obscurecida. De acordo com Brown & Amadon "a ave empoleirada aparentemente tem pernas muito à frente, quase sob o peito, dando a impressão de prontidão. A posição da crista preta sugere o temperamento da ave no momento".
Os juvenis diferem visivelmente em muitos aspectos, não tendo o mesmo pigmento visível nos adultos. A cabeça e as partes inferiores do juvenil são brancas, com exceção de finas listras pretas na coroa e na ponta de sua crista. Alguns gaviões-de-penacho juvenis, mostram barras e manchas marrom-escuras variáveis nos flancos e coxas, podendo até manifestar um bigode vestigial no rosto. O dorso e as asas dos juvenis são castanho-escuros com ombros enegrecidos com pontas brancas. A cauda é um pouco semelhante à do adulto, mas tem uma ponta branca mais larga e pelo menos 4-5 bandas mais finas, que como as do adulto são acinzentadas em cima e esbranquiçadas em baixo. Por volta do segundo ano, os jovens gaviões entram em uma plumagem intermediária ou subadulta que rapidamente começa a se assemelhar à dos adultos, mas é um pouco mais desbotada na aparência. O rosto do subadulto é de cor arenosa a ruiva pálida com uma faixa malar indistinta, enquanto os flancos, barriga e pernas começam a manifestar cada vez mais barras e manchas. As costas do subadulto ainda são em grande parte marrom-escuras, mas tendem a parecer cada vez mais enegrecidas. Os adultos têm olhos amarelo-alaranjados, com uma cor esverdeada a cinza na cera e loros nus, enquanto os pés são cor de creme a amarelo pálido. Os juvenis têm olhos brancos a amarelo-esbranquiçados, uma cera amarela a cinza-azulada e pés amarelos a laranja mais brilhantes. Aparentemente, as patas dos juvenis costumam ter menos penas do que as dos adultos.
Durante seu voo pode aparentar ter tamanho intermediário, sendo grande em relação à maioria das aves de rapina da floresta, mas bastante pequeno e esbelto em relação às águias. O gavião-de-penacho voador mostra asas curtas e largas arredondadas, uma ênfase nas penas secundários salientes. O voo da espécie é poderoso, com as asas achatadas e levemente pressionadas à frente, enquanto a cauda pode ser fechada ou levemente aberta. De cima, o adulto tem um capuz avermelhado, um manto enegrecido e um dorso e asas pretos levemente acastanhados com ombros e coberturas de cauda brancas. A parte de baixo da asa é mais pálida em relação ao corpo com manchas ou manchas apenas na mão e penas de voo com barras finas. Em voo, o gavião-de-penacho juvenil é marrom escuro na parte de cima. Por baixo, as asas do juvenil têm manchas espalhadas nas axilas e grandes coberturas alares, pontas enegrecidas nas primárias externas de base branca e barras finas nas outras penas de voo, às vezes combinando com o padrão da cauda. No 2.º ano de vida, há um aumento apenas moderado das manchas e manchas nos revestimentos das asas, pois as penas de voo e a cauda são as últimas a mudar da aparência juvenil às adultas.

### Espécies confundidas com o gavião-de-penacho

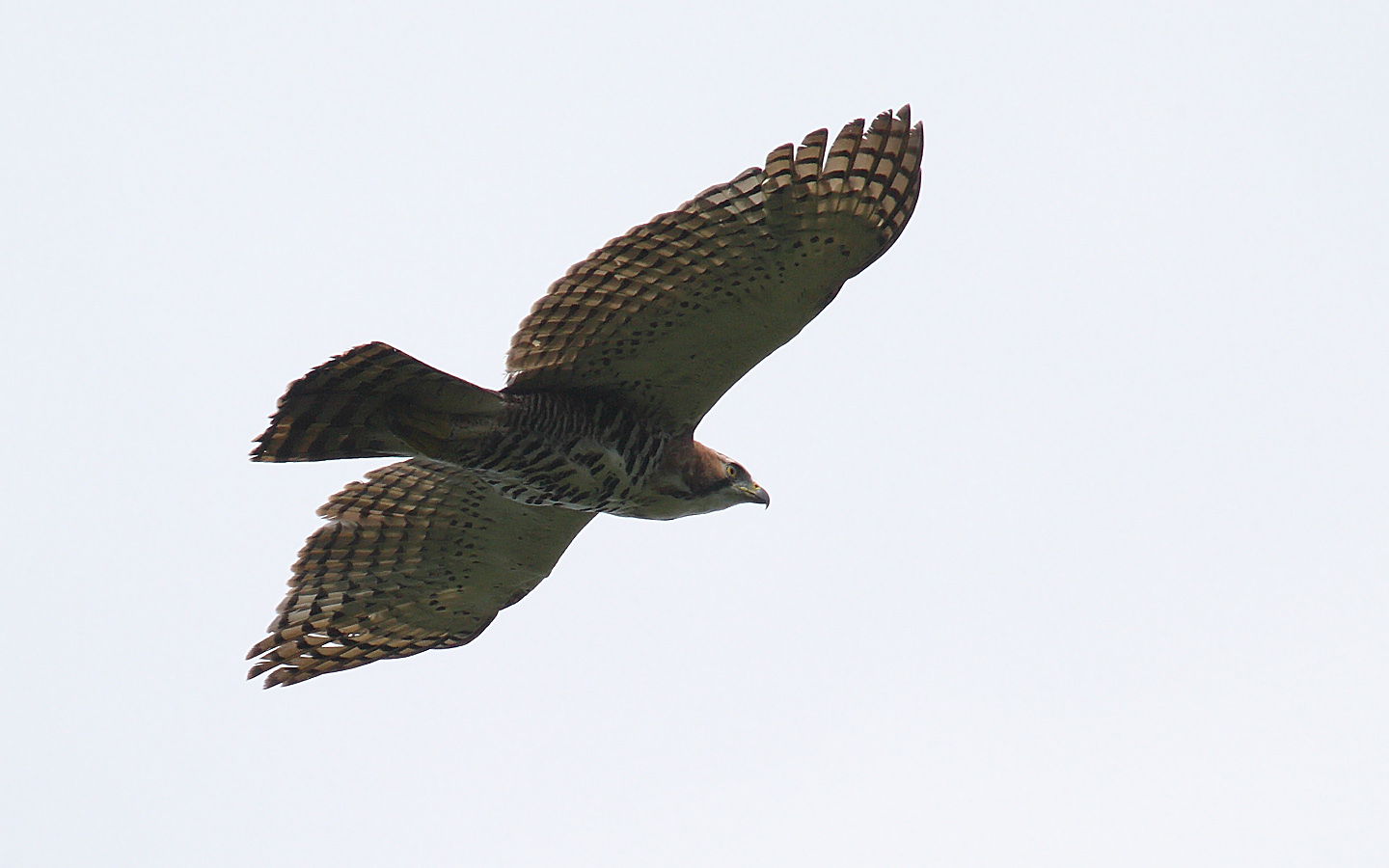
Adulto em voo, Parque Nacional Darién (Panamá)

Enquanto os gaviões-de-penacho adultos são distintos da maioria das outras aves de rapina, uma espécie se assemelha notavelmente a esse predador: o juvenil do tauató-pintado (Accipiter poliogaster), que é extremamente diferente da respectiva plumagem dos adultos. Embora não seja definitivamente comprovado, este é possivelmente um caso de mimetismo, como é conhecido em outros grupos de aves de rapina em que uma espécie menos poderosa (o tauató) imita uma espécie mais poderosa (o gavião-de-penacho) quiçá para mitigar possíveis ataques predatórios. Os tauatós distantes são mais diferenciados por seu tamanho diferente. Os tauatós tem um corpo típico de um Accipiter, com asas mais largas e muito mais curtas, cauda relativamente mais alongada e estilo de voo de flap-flap-glide. Embora o tauató-pintado seja por uma pequena margem o maior membro desse gênero na América do Sul, ainda é consideravelmente menor que o gavião-de-penacho, em média cerca de um terço menor em comprimento. De perto, pode diferir visivelmente, além da discrepância de tamanho, pelo falcão não ter crista e ter pernas relativamente longas, sem penas e amarelas. O gavião-pega-macaco é bastante semelhantes e de tamanho semelhante ao gavião-de-penacho quando vistos em voo, mas são ligeiramente maiores na aparência, sendo mais longas e com asas mais longas. No entanto, o gavião-de-penacho geralmente é um pouco mais pesado, em média, do que o gavião-pega-macaco e pode parecer mais corpulento quando empoleirado. A confusão com um gavião-pega-macaco adulto é improvável, uma vez que é sempre muito mais escura, solidamente cor de fuligem, além de asas fortemente barradas. Os estágios juvenis e finais dos primeiros anos do gavião-pega-macaco são mais propensos a serem confundidos em voo distante com talvez um subadulto de penacho, no entanto, o gavião-pega-macaco juvenil é sempre muito mais fortemente barrado abaixo com bochechas escuras separando o supercílio branco e a garganta.
Haverschmidt (1968) mencionou um "morfo escuro" do gavião-de-penacho que disse ser "quase impossível" de distinguir do gavião-pega-macaco, mas isso é considerado mais provável de ter sido um gavião-pega-macaco mal identificado em plumagem intermediária. O gavião-pega-macaco juvenil é potencialmente confundido com o gavião-pato, mas o pato é menor, com asas mais quadradas, crista mais curta, uma cera alaranjado em negrito, uma máscara preta forte e uma parte superior do corpo mais preta com bordas brancas. Além disso, o gavião-pato não tem manchas ou barras nas asas e tem uma parte inferior do corpo branca e lisa. O gavião-pato é mais semelhante a um Accipiter em proporções do que o gavião-de-penacho, com asas relativamente menos expansivas e cauda um pouco mais alongada. Os juvenis são diferenciados de gavião-bicolor juvenil por seu tamanho menor e por terem manchas mais extensas e barras na parte inferior da asa (dado as diferenças no alcance das espécies, a sobreposição na distribuição é provavelmente mínima). O gavião-caracoleiro (Chondrohierax uncinatus) também é potencialmente confundido com gaviões-de-penacho juvenis, mas o caracoleiro é muito menor, com asas mais em forma de remo, uma cauda mais quadrada, com barras mais claras nas rémiges e retrizes e tarsos nus. O gavião-gato (Leptodon cayanensi) pode ser considerada semelhante em plumagem adulta ao gavião-de-penacho juvenil, mas é menor, e com forma muito diferente em todos os aspectos (especialmente em sua pequena cabeça semelhante a de pombo), pelo padrão de asa completamente diferente e corpo não marcado, com a coroa e nuca cinza. Uiraçus-falsos (Morphnus guianensis) juvenis pálidas parecem maiores e com cauda mais longa do que os gaviões-de-penacho juvenis, com costas cinza escuro em vez de marrom escuro e flancos não barrados. Apesar dos gaviões-de-penacho serem frequentemente descritos como “esbeltos”, na realidade, o uiraçu-falso e muito maior e proporcionalmente mais leve. Apesar de sua plumagem e aparência um tanto semelhante à do uiraçu-falso, a harpia é muito mais massiva do que o gavião-de-penacho (quase cinco vezes mais pesada em média) e é improvável que seja confundida com qualquer plumagem das espécies menores.

### Vocalização
A principal vocalização do gavião-de-penacho é uma série de assobios altos. É emitido pela ave ao planar, geralmente pelo macho, e muitas vezes é transcrito como whi whee-whee-wheep, o whee repetido em qualquer lugar de duas a nove vezes. Numerosas variações são conhecidas em termos de transcrição, mas a maioria das fontes descreve de maneiras aproximadamente semelhantes. Foi notado por alguns autores que a chamada do gavião-de-penacho é quase um inverso do padrão do chamado do gavião-pega-macaco que chama huwee-whee-whi-whi-wi-wi-wi, a primeira nota sendo mais longa e arrastada, segunda nota mais alta, seguida por notas curtas descendentes. Enquanto empoleirado, o gavião-de-penacho pode soltar um ca-lee-oo seguido por uma série acelerada de notas de riso animadas. Outros chamados relatados incluem um qu-ouw que lembra um chamado de carão (Aramus guarauna) e um grito de gato quando perturbado. Os juvenis empoleirados têm um chamado para pedir comida que consiste em um assobio alto e claro, que é repetidamente irregular e transcrito como wheeu ou wheee. Durante a nidificação, o macho ao chegar com comida anuncia sua presença com um chamado de pitpit repetido quatro vezes. A forma mais comum de chamada pela fêmea é emitida durante o pedido de comida, uma nota hui, que costuma ser repetida cerca de quatro vezes. Ela também pode gritar um fli-fli-fli-flio quando atacada por pequenos pássaros. Um outra chamado foi atribuída uma vez a um gavião-de-penacho que estava caçando um jacu-de-penacho (Penelope purpurascens). Era um rosnado muito profundo, que lembrava um grande felino, a tal ponto que as testemunhas inicialmente pensaram que o jacu-de-penacho estava sendo perseguido por uma onça-pintada (Panthera onca). No entanto, uma análise mais aprofundada indicou que foi o próprio jacu-de-penacho que soltou o grande rosnado felino (possivelmente em um esforço para assustar o predador e talvez com sucesso, pois o jacu escapou) e não, provavelmente, o próprio gavião.

## Distribuição e habitat
O gavião-de-penacho tem a maior distribuição das nove espécies de águias endêmicas dos neotrópicos, com um total estimado de 20,2 milhões de quilômetros quadrados. Esta é uma espécie amplamente sedentária, podendo ocorrer alguma dispersão local, com os indivíduos vagando por florestas mais secas e altitudes mais altas do que o normal. A espécie é encontrada no seu limite norte máximo no sudeste ao México, onde é encontrada na encosta caribenha do sul de Tamaulipas, no Pacífico com menos frequência em Jalisco e leste de Oaxaca. Em sua faixa mexicana, seu status é incerto em Colima, onde pode ter sido extirpado. A espécie foi vista nos estados mexicanos de Guerrero e Naiarite, mas estes podem ter sido indivíduos errantes. A nidificação permanece não confirmada em todo o oeste do México e, como a maioria das aves vistas são juvenis, podem ser errantes pós-dispersão. A espécie é encontrada quase continuamente através da América Central em Belize, Guatemala, El Salvador, Honduras, Nicarágua, Costa Rica e Panamá (incluindo a ilha de Coiba). No Panamá, é muito mais numeroso no lado caribenho mais úmido do que nas encostas mais secas do Pacífico, sendo especialmente escasso na zona do canal do Panamá e na Península de Azuero, mas pode ocorrer em partes mais úmidas do lado do Pacífico. Uma distribuição favorecendo a costa caribenha mais úmida também foi observado em outras partes da América Central. Na América do Sul, a distribuição continua localmente a oeste dos Andes (até o oeste tropical do Equador), sendo um pouco mais comum ao norte e leste dos Andes na Colômbia, norte e centro da Venezuela, Trindade e Tobago, leste do Equador e Guianas. No Brasil, ocupa quase dois terços do grande país, ao sul até Paraná e marginalmente em Santa Catarina e Rio Grande do Sul, sendo, todavia, largamente ausente de Mato Grosso do Sul, Minas Gerais e grande parte do a região nordeste. Sua distribuição continua através do leste do Peru, norte, centro e leste da Bolívia, sul do Paraguai e noroeste (até Tucumã) e no nordeste da Argentina (até Santa Fé), embora tenha sido questionado se as ocorrências do nordeste são meramente peregrinações incidentais de juvenis de áreas adjacentes Apesar de sua ampla distribuição, a espécie é bastante incomum em várias partes da faixa, embora possa superar em número outras águias (menos o gavião-pega-macaco, ligeiramente mais adaptável).
Esta espécie habita regiões bem arborizadas, preferindo florestas altas, úmidas, tropicais e subtropicais. Embora alguns indivíduos possam habitar em florestas tropicais secas, este é geralmente um habitat secundário. Mais do que o gavião-pega-macaco, o gavião-de-penacho tende a ser encontrado principalmente em área de floresta primária ininterrupta. Alguns registros indicam que o gavião-de-penacho pode persistir em trechos de floresta de até apenas 20 hectares, mas geralmente um desmatamento tão extenso faz com que a espécie desocupa a área. O gavião-de-penacho pode ser encontrada do nível do mar a 1 500 metros de altitude, e também raramente até cerca de 1 800 metros. Há registros de errantes em 3 000 metros acima do nível do mar na Costa Rica. A espécie se adapta muito bem ao habitat da floresta nublada, que geralmente está em altitudes mais altas, do que os habitats típicos da floresta tropical (na floresta nublada primária do sul do México, o gavião-de-penacho foi uma das duas espécies de aves de rapina mais frequentemente registradas). Em algumas áreas, os gaviões podem ocasionalmente habitar parcialmente as bordas de mata, zonas ripárias e outras aberturas, assim como faixas de galeria e florestas pantanosas relativamente curtas. Florestas decíduas, mistos de pinheiros e carvalhos, trechos mais altos de florestas secundárias e cafezais de sombra, podem ser visitadas e até aninhadas localmente, como registrado no México. Na Guatemala, geralmente estão bastante distantes das áreas abertas e habitam quase inteiramente na floresta primária, especialmente áreas onde pelo menos uma árvore muito alta está acima do nível médio do dossel e há menos sub-bosque para executar mais facilmente a caça. Os gaviões da Guatemala preferem florestas homogêneas em partes mais secas. Nessa área, gaviões-de-penacho que aninhavam num tipo de floresta de pântanos frequentemente iam às áreas de montanha para caçar.

## Hábitos de dieta

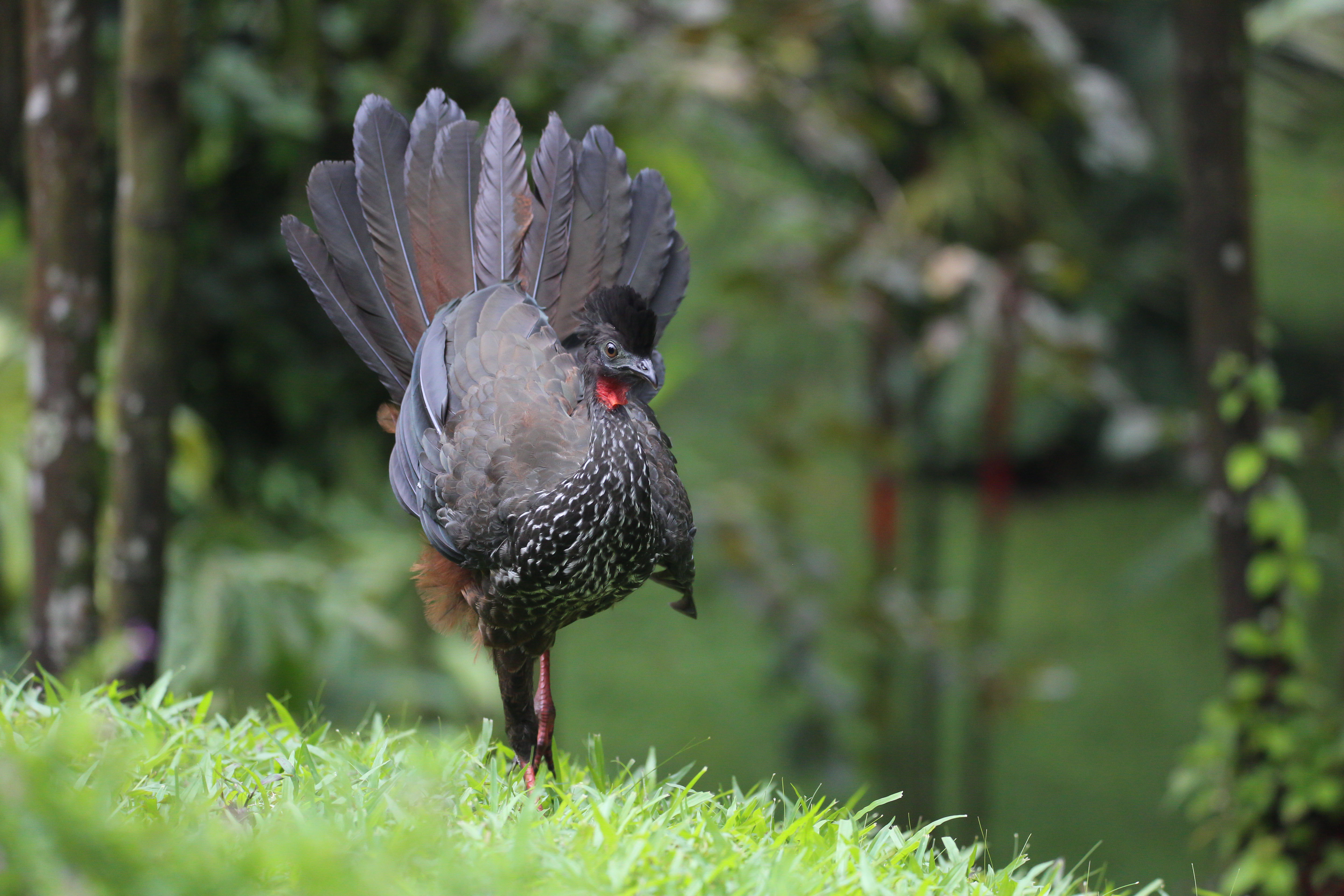
Aves florestais grandes, como este jacu-de-penacho, são frequentemente visadas na dieta

O gavião-de-penacho é um predador poderoso que varia sua seleção de presas entre dois grupos principais. Em grande parte, as presas mais significativas à espécie são aves de médio a grande porte. O outro tipo de presa principal é uma variedade de mamíferos de pequeno e médio porte. Ocasionalmente, os répteis podem fazer parte da dieta. Esta espécie forrageia dentro das florestas, caçando empoleirado. Isso envolve voos curtos de árvore em árvore ou caças imperceptíveis no centro de um dossel denso. Após a detecção da presa, mergulham para agarrar a presa no chão ou em árvores ou se envolvem em perseguições entre as árvores. A agilidade conferida por suas asas relativamente pequenas e largas, cauda longa e talento para perseguições em matas fechadas fazem esses gaviões se assemelharem aos “verdadeiro falcões” ou seja, os membros do gênero Accipiter. Em tamanho, comprimento da cauda e estilo de caça, o gavião-de-penacho em particular é bastante semelhante às maiores raças da maior espécie Accipiter, o açor (Accipiter gentilis). A maioria das perseguições testemunhadas desta espécie envolveu a perseguição de vários pássaros cracídeos, com relatos aproximadamente iguais de perseguições bem-sucedidas e malsucedidas. Na Guatemala, a maioria dos ataques foi lançada quando o gavião estava 20 metros de altura, com todos os ataques bem sucedidos em presas no chão ou arbustos baixos. No Parque Nacional de Manú, Peru, os ataques mais observados ocorreram a 50 metros das presas, com as presas sendo atacadas principalmente no solo, embora também tenham capturado frango-de-água-azul (Porphyrio martinica) em águas rasas (em um caso, perdendo um frango-de-água-azul para um jacaretinga próximo). Ao atacar o galo-da-serra (Rupicola rupicola), duas de oito tentativas de ataques de gaviões-de-penacho foram bem sucedidos (e foram os únicos ataques bem sucedidos de 56 tentativas totais, os outros 48 por diferentes espécies de aves de rapina). Os gaviões fizeram mergulhos rápidos e ousados, agarrando rapidamente um galo-da-serra macho. Posteriormente, um gavião consumiu o pássaro no local em um caso e o outro levou sua captura para um poleiro próximo. Casos relatados de "mergulhos poderosos" em direção a macacos e até garças são provavelmente de natureza semelhante aos ataques ao galo-da-serra. Em um caso, um gavião-de-penacho foi capaz de capturar um urubu-de-cabeça-preta (Coragyps atratus) que veio à carcaça de um macaco. Em geral, há uma imagem de que o gavião-de-penacho é um predador particularmente oportunista, atraído por comportamentos conspícuos de presas e procurando menos profundamente em seu forrageamento do que a maioria das águias florestais coexistentes.
No total, há mais de 100 espécies de presas descritas para os gaviões-de-penacho. De importância particularmente ampla para os gaviões-de-penacho são as aves da família dos cracídeos, como aracuãs, jacus e mutuns. Por isso, há locais que se referem a esta espécie por vezes como "gavião-jacu" ou o "gavião-mutum". Pelo menos doze espécies de cracídeos são capturadas com bastante frequência, e esta é provavelmente apenas uma lista parcial das espécies que caçam. No entanto, o gavião-de-penacho está longe de ser especializado em presas de cracídeos e pode atacar qualquer presa aviária de tamanho médio. No total, cerca de 65% das espécies de presas registradas para gaviões-de-penacho são aves. Além dos cracídeos, algumas das famílias e ordens de presas mais significativas são os tinamiformes (pelo menos oito espécies), pombos e pombas (nove espécies ou mais), tucanos (pelo menos sete espécies), papagaios (pelo menos nove espécies), assim como diversos galináceos e passeriformes grandes. Em Tikal, Guatemala, a presa aviária mais frequentemente identificada em 10 territórios de gaviões-de-penacho foi o tucano-de-peito-amarelo (Ramphastos sulfuratus), responsável por 11,3% de 408 itens de presas, seguido pela aracuã-nortenho (Ortalis vetula) (6,5%) e o inhambu-serra (Tinamus major) (4%) (de longe o maior estudo dietético realizado para esta espécie). No total, as aves compunham 56,3% dos alimentos à espécie no estudo em Tikal. Outro estudo guatemalteco observou seis aves e um mamífero (morcego) como presas. O segundo maior estudo conhecido, em florestas tropicais perto de Manaus, Brasil, encontrou 82 itens de presas, sendo que aves compunham 63,3% da dieta. As presas aviárias mais frequentemente identificadas aqui foram prováveis jacuguaçus (Penelope obscura) (20,4%) e duas espécies de grandes tinamiformes (12,24%). Em um estudo dietético um pouco menor da parte sul da Mata Atlântica do Brasil descobriu que 90% de 30 itens de presas eram aves, principalmente inhambuguaçu (Crypturellus obsoletus) (33,3%), pombas Leptotila (10%), jacuguaçus e pica-paus-verde-barrados (Colaptes melanochloros) (ambos 6,67%). Aparentemente, as aves (incluindo as galinhas (Gallus gallus domesticus)) eram os principais alimentos em Trindade e Tobago. Em um ninho no Rio Grande do Sul, Brasil, 14 de 15 presas encontradas eram aves variadas. Mais presas aviárias secundárias registradas para os gaviões-de-penacho incluem cuculídeos, urutaus-grandes (Nyctibius grandis), ralídeos, jacamins-de-costas-brancas (Psophia leucoptera), garças-azuis (Egretta caerulea) e garças-vaqueiras (Bubulcus ibis), urubus-de-cabeça-preta, corujinhas-da-guatemala (Megascops guatemalae), martins-pescadores-grandes (Megaceryle torquata), juruvas (momotídeos) e jacus-ciganos (Opisthocomus hoazin).
No entanto, tanto em Tikal quanto em Manaus, os tipos de espécies de presas mais frequentemente em volume foram os mamíferos. Em Tikal, Sciurus yucatanensis e Sciurus deppei lideram os alimentos em número, representando 28,2% do conteúdo alimentar. Em Manaus, espécies não identificadas de grandes roedores terrestres, como cutias ou cutiaias ou semelhantes, ocuparam a primeira posição, constituindo 24,4% da dieta. Em um único ninho no Parque Nacional Henri Pittier, Venezuela, sem métricas apresentadas, observou-se que roedores e mamíferos superam em número de aves na dieta, a saber, Sciurus granatensis e Sigmodon (Sigmodon ssp.). Entre os mamíferos, esses roedores médios a razoavelmente grandes, independentemente de apresentarem tendências terrestres (cutias e espécies semelhantes) ou arbóreas (esquilos arborícolas), compõem a maior porção da alimentação, talvez pelos hábitos parcialmente diurnos. Outro grupo de presas de mamíferos amplamente registrado são os procionídeos, apesar de uma ligeira propensão para atividades mais noturnas, incluindo presas como guaxinim (Procyon lotor), quati-de-nariz-branco (Nasua narica), juparás (Poto flavus) e Bassariscus sumichrasti. Normalmente, os gaviões-de-penacho podem atacar os juvenis das espécies maiores de procionídeos, embora os adultos do tamanho de juparás possam ser capturados também. No entanto, certamente as presas de mamíferos mais bem estudadas para gaviões-de-penacho são os macacos do Novo Mundo, sendo improvável que ignorem a oportunidade de atacar primatas. Entre os macacos, principalmente os de tamanho menor são caçados, em grande parte grupos como saimiris, micos, saguis e titis (calicebíneos) são atacados. Na maioria dessas espécies de macacos, os adultos geralmente pesam menos de 1,5 quilo. Os juvenis parecem ser capturados com um pouco mais de regularidade, mesmo para espécies pequenas. Primatas maiores, ou seja, com média superior a dois quilos, são ocasionalmente alvos de depredação por gaviões-de-penacho, incluindo Pithecia pithecia, Alouatta pigra (certamente apenas juvenis) e algumas espécies de macaco-prego. Devido à variedade de predadores e seu tamanho relativamente menor, os macacos dos neotrópicos são cautelosos e possuem defesas antipredadores bem desenvolvidas, especialmente uma variedade de gritos de alarme, técnicas de agrupamento, grande agilidade arbórea e ataques agressivos por machos, todos os quais tornam os macacos mais difíceis de atacar do que mamíferos solitários, terrestres e/ou de movimento mais lento de tamanho semelhante. Relativamente poucas presas de mamíferos são capturadas além de roedores, procionídeos e macacos, mas os gaviões-de-penacho também foram registrados capturando Artibeus jamaicensis, algumas espécies de gambás, tamanduaís (Cyclopes didactylus) e até cachorros-vinagre (Speothos venaticus). Um caso relatado de alimentação de carniça foi relatado para um gavião-de-penacho na carcaça de uma vaca doméstica (Bos primigenius taurus). Além de mamíferos e aves, raramente o gavião-de-penacho parece caçar répteis (ou seja, lagartos e cobras não identificadas). Enquanto em muitos estudos dietéticos nenhum réptil era conhecido, na área de Manaus, no Brasil, os répteis representavam quase 4,1% da dieta.
O tamanho das presa capturada pode ser bastante variável para os gaviões-de-penacho. Em uma estimativa, a maioria das presas pesa entre 160 a 3 800 gramas No grande estudo de Tikal, o tamanho das presas foi estimado de 50 gramas, para Artibeus jamaicensis, até 4,1 quilos para o mutum-grande (Crax rubra). Outro presa de semelhante ao Artibeus jamaicensis é o Marmosa mexicana, sendo as menores presas mamíferas conhecidas para o gavião-de-penacho. A menor presa aviária registrada até agora é o papa-moscas-sedoso-rabilongo (Ptiliogonys caudatus), de 36 gramas. No geral as presas passeriformes são um pouco maiores, geralmente gaios e icterídeos, sendo comum que essas espécies, como os gaios-castanhos (Psilorhinus morio), contra-ataquem, em um comportamento conhecido como mobbing. Apesar do notável poder predatório das gaviões-de-penacho e da capacidade de capturar presas grandes, os tamanhos médios das presas tomadas em algumas estimativas não são excepcionais em relação à sua própria massa corporal, embora sejam talvez um pouco maiores do que os da maioria das aves de rapina de tamanho semelhante. No estudo de Tikal, o tamanho médio das presas foi estimado em 517 gramas, com presas aviárias com uma média de 695 gramas e presas de mamíferos (que consistiam principalmente de esquilos) com uma média estimada de 388 gramas. No estudo dietético menor da Mata Atlântica do Brasil, o tamanho médio estimado das presas foi de 417 gramas. Assim, os tamanhos médios das presas dos dois estudos são em média cerca de 34-42% do tamanho do próprio corpo do gavião-de-penacho. Dentro de seus habitats florestais fechados, o gavião-de-penacho é capaz de atacar muitas das maiores aves, com exceção das aves de rapina maiores (as grandes aves aquáticas, como as cegonhas, raramente entram no habitat da floresta profunda). Esta espécie é capaz de atacar presas saudáveis que pesam pelo menos quatro vezes o seu próprio peso. Estes incluem o já mencionado mutum-grande e o peru-ocelado (Meleagris ocellata), dos quais o gavião-de-penacho é capaz de caçar adultos pesando cinco quilos ou mais. Presas de mamíferos capturadas podem chegar a cerca de 3,8 quilos, como no caso registrado de um Dasyprocta punctata. Outras presas de mamíferos, incluindo procionídeos e macacos caçados pelo gavião, podem atingir massas semelhantes, com quatro quilos, podendo talvez atingir até de seis quilos. De tamanho semelhante a esses maiores pássaros e mamíferos, vários ataques bem-sucedidos foram relatados em adultos da iguana (Iguana iguana), que pesam em média cerca de quilos quilos. Ao capturar presas tão grandes, os gaviões-de-penacho são incapazes de voar com elas. No caso de cutias e mutuns mortos em Tikal, os gaviões voltaram repetidamente para se alimentar de suas presas, consumindo cerca de metade dos corpos antes da decomposição. Um gavião-de-penacho macho que matou um inhambu-serra de peso aproximadamente igual ao seu (ambos com cerca de 1 050 gramas (2,31 libras)) foi também incapaz de voar com sua presa (só consumindo a cabeça antes de ser assustado pelos pesquisadores).

### Relações interespecíficas
O gavião-de-penacho se sobrepõe em distribuição com muitas aves de rapina, incluindo outras águias poderosas. Além disso, parece haver uma sobreposição considerável de seleção de habitat entre essas espécies, incluindo o gavião-pato e o Gavião-pega-macaco, embora o último seja um pouco mais adaptável a aberturas e fragmentação florestal. Além disso, as espécies maiores, como o uiraçu-falso e a harpia, são amplamente coocorrentes em distribuição e habitat com o gavião-de-penacho. Embora as relações interespécies de águias neotropicais sejam pouco conhecidas, é provável que haja uma separação natural para que as aves de rapina coexistam. A forma mais provável de partição vem na forma das preferências alimentares. Embora as três espécies das planícies selecionem espécies de presas semelhantes, cada uma se concentra principalmente em um grupo diferente. O grande estudo de Tikal, Guatemala, mostrou que o gavião-de-penacho prefere aves maiores, como os cracídeos, tinamiformes e tucanos, assim com pequenos mamíferos, principalmente diurnos. Os gaviões-pega-macaco caçam principalmente pequenos mamíferos noturnos, como morcegos e marmosas. Outros (mas não todos) estudos também indicam uma preferência por mamíferos de tamanhos variados (talvez do tamanho de guaxinins) na dieta dos pega-macaco. Enquanto isso, gaviões-pato têm preferência por aves menores do que aquelas selecionadas por gaviões-de-penacho, como passeriformes de médio a grande porte, pombos e tucanos pequenos (como araçaris), sendo capaz de atacar patos-mergulhão (Mergus octosetaceus) adultos e até macacos tão grandes quanto os capturados pelo gavião-de-penacho. O gavião com dieta mais parecida é o gavião-bicolor, pois caça cracídeos e procionídeos, diferindo, contudo, na sua faixa altitudinal, sendo encontrada nas florestas de montanha, geralmente a uma elevação mínima de 1 800 metros.
Outras aves de rapina da floresta, como as águias-solitárias (Buteogallus solitarius), cuja distribuição montanhosa tem pouca sobreposição com a faixa altitudinal com gavião-de-penacho, têm preferências alimentares muito diferentes (por exemplo consumindo cobras), enquanto outras espécies de Buteogallus tendem a ser mais aquáticas, tanto na dieta quanto nas preferências de habitat. A sobreposição no espectro de presas é conhecida com uiraçus-falsos e harpias, mas as preferências alimentares diferem consideravelmente. Às harpias, as presas preferidas são as preguiças (brádipos) (que nunca foram documentadas como vítimas de gaviões-de-penacho) e macacos do Novo Mundo de tamanho maior. Enquanto isso, o uiraçu-falso parece preferir mamíferos de tamanho intermediário, incluindo macacos principalmente entre o tamanho do mico e do macaco-prego, mas também captura presas de outras classes. Em Tikal, como o pega-macaco, o uiraçu-falso parece preferir mamíferos noturnos, principalmente vários gambás, e tem um método de caça mais intensivo do que a caça oportunista do gavião-de-penacho. Em termos de predação de macacos, há uma divisão dos tamanhos caçados: as águias Spizaetus, bem como outras aves de rapina menores e gatos-maracajás (Leopardus wiedii) selecionam os menores espécies de macacos, águias com crista e jaguatiricas (Leopardus pardalis) caçam principalmente os macacos de tamanho médio e harpias e onças se concentram mais exclusivamente em macacos de tamanho maior. As várias águias florestais dos neotrópicos parecem ser surpreendentemente tolerantes a outras espécies, com quase nenhuma interação agressiva conhecida na literatura. Os abutres parecem provocar uma ligeira reação agressiva dos pais em nidificação de gaviões-de-penacho (possivelmente pelos abutres da floresta terem hábitos de comer ovos). Em um estudo guatemalteco, a presença de gaviões-pega-macaco voadores e gaviões-tesoura (Elanoides forficatus) (que não costumam atacar ninhos) também provocou assobios defensivos pela ninhada fêmea de gavião-de-penacho. Indicando uma falta de agressão interespécies, um ninho ativo de harpia com armadilha fotográfica capturou fotografias de um par de gaviões-de-penacho nas imediações, com ambas as espécies aparentemente indiferentes à presença uma da outra.

## Reprodução

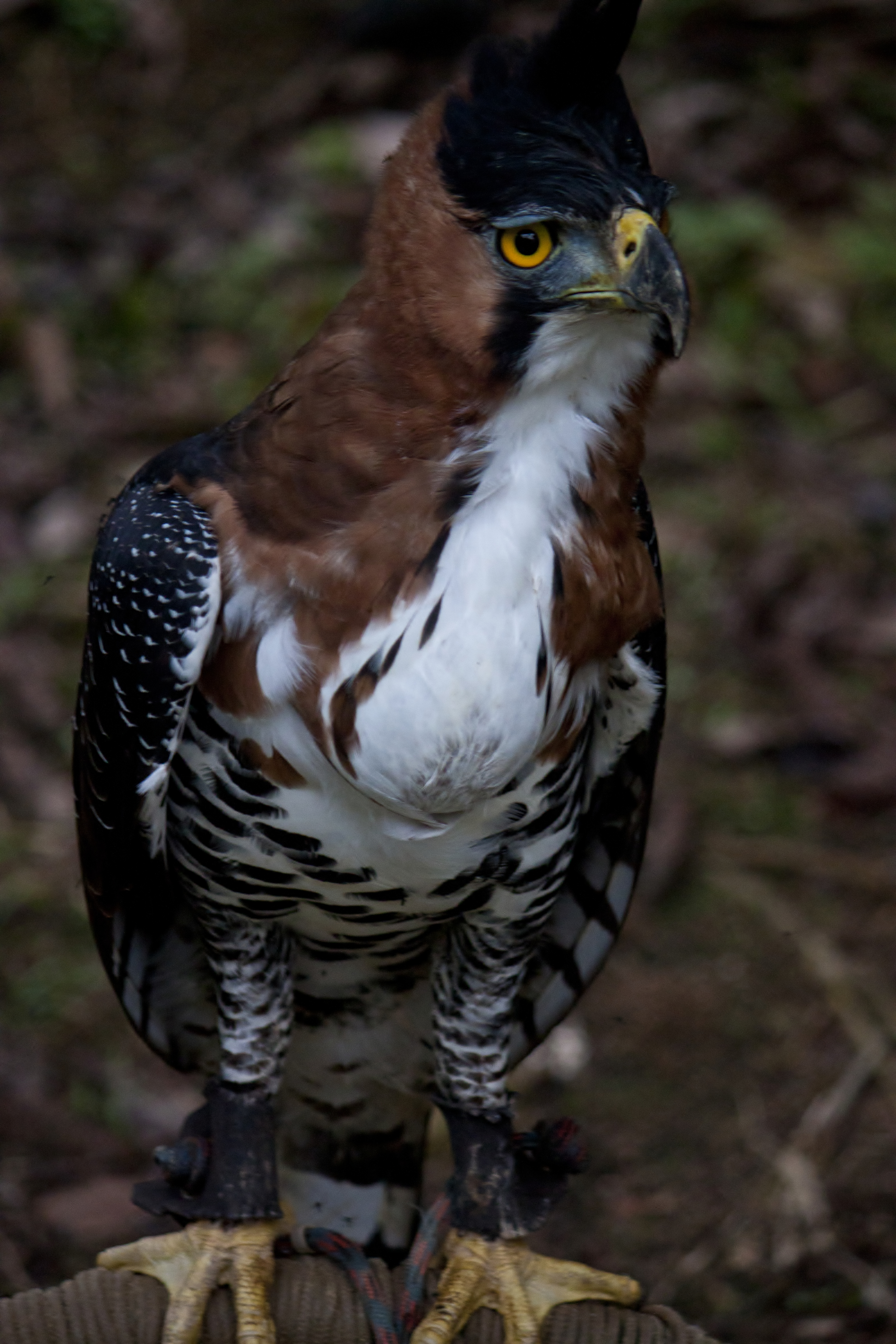
Um adulto em cativeiro, fotografado perto da região de Loreto, Peru

Os gaviões-de-penacho, como a maioria, mas não todas as aves de rapina, vivem solitários ou em pares. A maioria das exibições ocorre do meio ao final da manhã e geralmente são feitas em alturas baixas, com chamados ocasionais. Às vezes, a ave começa a voar como uma borboleta, com esvoaçantes rasos durante a exibição. Outras acrobacias barulhentas são realizadas pelo macho enquanto a fêmea se empoleira, algumas das quais estão correlacionadas com o cortejo. Em uma exibição mútua, o par desliza em círculos apertados, o macho se aproxima da fêmea por cima e por trás, enquanto a fêmea rola de costas e eles se envolvem em agarrar as garras, ocasionalmente se tocando. A exibição aérea do gavião-de-penacho pode se transformar em uma dança do céu envolvendo séries de mergulhos de 10 metros a cerca de 45 graus em asas semicerradas, intercalados com subidas de pesada e batidas flexíveis com giros em loop e, ocasionalmente, um loop completo. O tamanho da área de habitação é variável, de 0.6 a dois quilômetros quadrados e a densidade estimada é por volta de 13 aves por cada 10 quilômetros quadrados em partes da Guatemala e Guiana Francesa. Em Tikal, a distância média do ninho mais próximo foi estimada em 2,96 quilômetros. Na população muito mais esparsa da Mata Atlântica do Brasil, estimou-se que havia um par para cada 53,75 quilômetros. Na área de Petén da Guatemala há uma densidade de nidificação estimada de um par por 787 hectares. Os estudos de Tikal mostram evidências de pares mudando seus limites territoriais, em alguns caso devido à intrusão de outro gavião-de-penacho. De acordo com o estudo: "Talvez nesses predadores de pássaros formidavelmente armados, os ocupantes do território às vezes reajustem seus padrões de uso espacial, em vez de arriscar uma competição agressiva".
Os gaviões-de-penacho normalmente só podem se reproduzir a cada dois anos, a menos que a tentativa de nidificação do ano anterior falhe. Os ciclos de reprodução são mais prolongados em aves de rapina tropicais do que naquelas que vivem em zonas temperadas. As espécies tropicais geralmente têm também ninhadas de tamanho menor. A dicotomia nos hábitos de reprodução é muitas vezes mais extrema em aves de rapina tropicais que vivem em florestas que tendem a ter um estágio de cuidados pós-embriagem extremamente prolongado para aves de rapina jovens. A época de reprodução de gaviões-de-penacho normalmente cai entre dezembro e setembro na América Central, sendo principalmente em agosto-janeiro no Brasil O cortejo e o comportamento de nidificação foram vistos no Panamá durante agosto a outubro (mais tarde no ano do que os gaviões-pega-macaco, implicando uma diferença temporal nos tempos de nidificação às duas espécies). Em Trindade e Tobago, a construção dos ninhos se dá por volta de novembro, enquanto na Venezuela foi registrada em março. Esta espécie aparentemente põe seus ovos na estação seca e empluma no início da estação chuvosa. Em Tikal, o tempo médio de postura de ovos foi em meados de março, enquanto em Belize foi semelhante, mas um pouco mais cedo em março. Nos extensos estudos de Tikal, ovos foram postos de novembro a maio, sendo 83% entre janeiro e abril. A cópula normalmente dura de seis a 12 segundos com 60 cópulas registradas em 204 horas de observação.

### Ninhos
Esta espécie constrói ninhos de gravetos volumosos, típico de acipitrídeos. Os ninhos estão localizados exclusivamente em árvores. A altura do ninho é geralmente de 20 a 30 metros acima do solo. Dois ninhos na Guatemala tinham cerca de 20 metros tanto em árvores de altura total de cerca de 30 metros enquanto, em Belize, a altura de três ninhos era de 17,7 a 21,9 metros em árvores de altura total de 27,4 a 34,8 metros. Em Tikal, 14 ninhos foram encontrados entre 16 a 30 metros acima do solo com uma média de 22,9 metros e uma altura média total da árvore de nidificação de 30 metros. As alturas dos ninhos na Mata Atlântica, no Brasil, ficaram entre 17,7 e 38,5 metros. As espécies de árvores são muitas vezes variáveis, o fator mais significativo na aparente seleção de árvores de nidificação é que muitas vezes é a árvore mais alta da floresta, emergindo acima da altura média do dossel. Em Tikal, seis ninhos estavam em Swietenia macrophylla, quatro em sumaúma ou ceiba (Ceiba pentandra), dois em Olea europaea e ninhos simples em vários gêneros como Ficus, Piscidia, Cedrela, Pouteria e Calophyllum. Outros estudos mostram que as árvores ceiba são populares em outras partes da parte norte da cordilheira. Os ninhos são colocados em galhos relativamente expostos, muitas vezes no ramo principal da árvore ou no galho maior e mais nu (em comparação, os ninhos de gavião-pega-macaco são mais difíceis de encontrar, pois geralmente estão dentro da folhagem mais densa do dossel). Ninhos de tamanho típico têm cerca cerca de um a 1,25 metro toda e cerca de 50 centímetros de profundidade. Em Tikal, 16 ninhos tinham uma média de 1,02 metro de diâmetro e 49 centímetros de profundidade externa. Na área de Manaus, no Brasil, um único ninho era relativamente grande, medindo 1,7 metro de diâmetro. No Parque Nacional Henri Pittier, na Venezuela, observou-se que um ninho tinha 1,09 metro diâmetro por 92 centímetros profundidade. Um ninho de tamanho recorde em termos de profundidade aparentemente atingiu 1,5 metro profundidade e possuía gravetos de até 10 centímetros diâmetro.

### Ovos
Os gaviões-de-penacho normalmente colocam apenas um único ovo. Todos os ninhos da espécie na natureza foram encontrados com apenas um. Ninhadas de ovo único também são postas por outras aves do gênero Spizaetus. No entanto, em cativeiro, pelo menos uma fêmea colocou uma ninhada de dois ovos. Os ovos são principalmente de cor branca, com algumas manchas ou marrom-avermelhadas. Na textura, os ovos não são brilhantes e são um pouco esburacados ao toque. Em Tikal, a média do tamanho dos ovos (em uma amostra de quatro exemplares) era de 60,22 milímetros por 45,37 milímetros e pesava tipicamente cerca de 75,5 gramas. A ninhada de dois ovos registrada em cativeiro diferia em muitos aspectos daquelas de gaviões selvagens guatemaltecos. Eram menores, o primeiro medindo 57,71 por 44,18 milímetros e pesando 60,24 gramas; o segundo medindo 58,17 por 43,37 milímetros e pesando 58,5 gramas. Além disso, em vez de serem esbranquiçadas com manchas marrons ou avermelhadas, eram sem manchas e de cor branco-azulada.

### Comportamento parental
Antes da postura, a fêmea pode permanecer na área do ninho 97,2% do tempo, enquanto o macho permaneceu por apenas 30,4% do tempo no estudo de Tikal. Tanto antes da postura quanto durante a incubação, a fêmea do casal coleta folhas verdes para forrar o ninho, fazendo isso quase todos os dias na Guatemala e na área de Manaus, no Brasil. A fêmea assume a maior parte da incubação. Por exemplo, registros da Guatemala e de Belize mostram que incuba cerca de 95-97% das horas observadas. Em 127 horas na Guatemala, deixou seu ovo sem vigilância apenas por um período de nove minutos. A incubação durou de 43 a 48 dias em Tikal, enquanto em Belize a incubação foi de 44 a 46 dias. Como na maioria dos acipitrídeos, os machos geralmente capturam presas e trazem à fêmea durante a incubação. Ao entregar a presa, o macho e a fêmea podem fazer chamados por vários minutos. Em Tikal as fêmeas imediatamente decapitam cada mamífero ou removem o bico de cada pássaro trazido a ela. Durante a incubação e após a eclosão, ambos os pais podem defender seus filhotes de potenciais predadores, especialmente a fêmea. Os abutres parecem provocar uma resposta agressiva consistindo na fêmea levantando sua crista, cobrindo seu ovo e chamando alto. Mamíferos que comem ovos parecem provocar uma defesa antipredador mais ativa. No Brasil, Ateles paniscus foram vistos sendo atacados e arremessados pela fêmea, mas em um segundo encontro durante o qual o grupo de macacos retornou, ela permaneceu no ninho. Um comportamento antipredador semelhante foi observado na Guatemala, onde um grupo de Ateles geoffroyi foram atacados e atingidos até deixarem os arredores. Em outro encontro guatemalteco, uma irara (Eira barbara), um grande mustelídeo arbóreo, foi observada escalando rumo a um ninho de árvore, sendo derrubada da árvore pela fêmea duas vezes e fugindo após a segunda vez que isso ocorreu. Estudos da Guatemala mostram que os humanos também atraem a ira d gavião-de-penacho. Descobriu-se que, enquanto subiam a uma árvore perto do ninho, as fêmeas atacavam regularmente pesquisadores, causando lacerações mesmo com equipamentos de proteção, sendo classificadas como consideravelmente mais agressivas na defesa do ninho do que os gaviões-pega-macaco. Em Oaxaca, no México, um pesquisador foi atingido pelo macho de um casal de gaviões-de-penacho. Em Manaus, talvez por causa de uma população humana regional maior causando dessensibilização às atividades humanas, as fêmeas de gavião-de-penacho foram menos agressivas aos humanos nas proximidades do ninho e não responderam nem mesmo a trabalhadores usando motosserras a 38 metros do ninho.

### Desenvolvimento no ninho

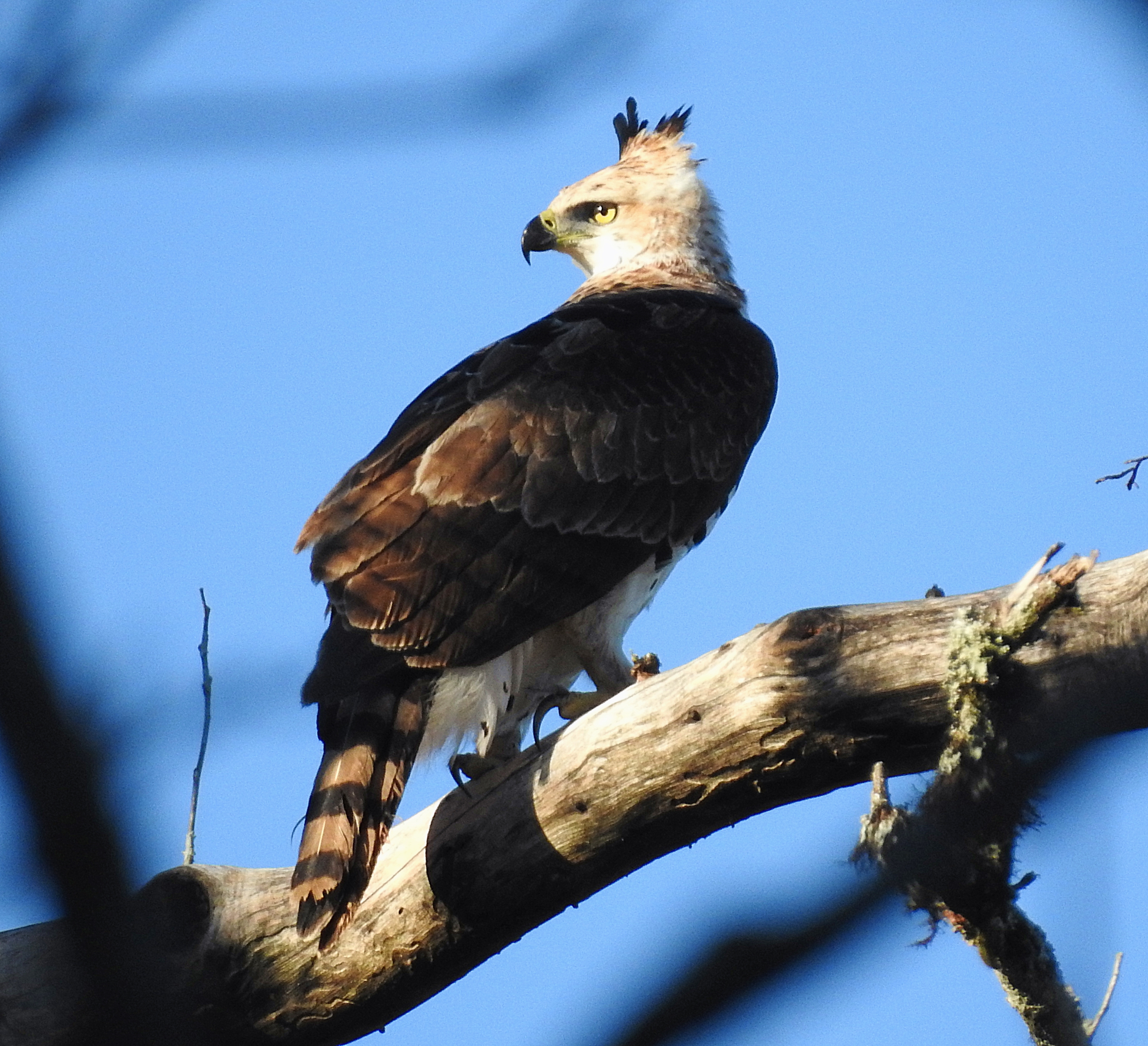
Um jovem gavião-de-penacho na natureza

A época de eclosão nesta espécie é, obviamente, dependente de quando os ovos são colocados. Estudos da área de Tikal mostraram que 90% da eclosões ocorreu entre fevereiro e junho, com pico entre o final de abril e o início de maio. É provável que o período de eclosão seja conectado ao horário de pico para reprodução de outras aves, facilitando a captura de presas. A eclosão foi observada em um único ninho em Trindade e Tobago em março. Em Manaus, Brasil, a eclosão ocorreu em setembro. Na Venezuela, descobriu-se que o filhote de águia media 15,2 centímetros de comprimento e pesava 150 gramas. Os estudos de Tikal e Manaus descrevem detalhes do desenvolvimento dos filhotes ao longo do tempo. Como a maioria das aves, e especialmente as aves de rapina, os filhotes são inicialmente altriciais. Nesta espécie, as águias ainda são incapazes de levantar a cabeça aos 2-4 dias de idade. Com cerca de duas semanas de idade, a jovem águia pode começar a ficar de pé, erguendo-se sobre a perna dobrada dentro do ninho. Os chamados de pedido aumentam por volta das três semanas de idade. Um caso na Guatemala de um filhote de 16 dias tentando se alimentar e defecar na borda do ninho é considerado bastante precoce para ambos os comportamentos. Aos 36 dias, o jovem gavião pode começar a bicar as carcaças, mas aos 49 dias ainda não pode se alimentar efetivamente, com o primeiro rasgo e ingestão de alimentos registrados entre 52 e 54 dias de idade. Aos 39 dias, as penas da asa e da cauda começam a substituir a penugem. Na 8.ª semana, era capaz de ficar de pé, bater as asas e brincar com gravetos dentro do ninho. Uma semana depois, os jovens tendem a ser marcadamente mais independentes, alimentando-se das carcaças que seus pais fornecem e saindo do ninho pela primeira vez, indo a galhos a até seis metros de seu ninho, muitas vezes batendo as asas uma quantidade considerável de vezes. A emplumação pode ocorrer em qualquer momento dos 60 aos 93 dias de idade. A idade média para começar o aprendizado de voo foi estimada em 77,5 dias em Tikal, enquanto em Belize foi na faixa de 70 a 84 dias. Com 12 semanas, a plumagem juvenil está completa. Apesar da plumagem completa e da capacidade de voo, os juvenis continuam a permanecer nas proximidades do ninho, normalmente não se aventurando mais do que 100 a 170 metros do ninho por meses. Os jovens muitas vezes continuam a clamar por comida, especialmente quando seus pais estão à vista. Em um caso do Brasil, a águia juvenil foi observada voando para cumprimentar um de seus pais, quando agarrou a presa sem pousar antes de continuar para um poleiro próximo. Na Guatemala, três jovens machos ainda se mantinham de 50 a 100 metros do ninho aos cinco meses de idade. Na mesma área, duas fêmeas de nove meses de idade ficavam tipicamente de 100 a 200 metros do ninho enquanto outras duas fêmeas jovens da mesma idade estavam a uma distância média do ninho de 500 metros. Aos 11-12 meses, os juvenis podem começar a voar em torno do território de seus pais. Três fêmeas em Tikal aumentaram gradualmente seu distanciamento aos 12-14 meses de idade, variando de 900 metros a três quilômetros do ninho. Por volta de um ano de idade, as águias juvenis provavelmente fazem suas primeiras tentativas de caçar presas. A idade mínima em que a independência parece ser possível para gaviões-de-penacho é de cerca de 11,5 a 12 meses. A idade média de independência em estudos de Tikal foi de 15,4 meses de idade para 13 juvenis anilhados. Mal conhecida é a idade de maturidade, que foi estimada em apenas dois anos, meses após a independência e quando elas parecem entrar em seu estágio de plumagem subadulta. Há pouca evidência de que a espécie comece a se reproduzir com menos de três anos de idade. No entanto, pelo menos um caso em Tikal foi observado de um par em plumagem subadulta que estava se reproduzindo. Embora as taxas de sucesso reprodutivo não sejam conhecidas para esta espécie, este mesmo par reprodutor subadulto foi observado matando e canibalizando um juvenil de outro território. Quando um ninho estava em risco iminente de inundação devido ao transbordamento de um reservatório próximo no sul do Brasil, um par de gaviões-de-penacho pareceu aceitar a translocação quando os pesquisadores realocaram um ninho inteiro intacto com o filhote para uma árvore próxima, a 380 metros de distância.
Em comparações interespécies, estudos de Tikal mostraram que os gaviões-pega-macaco se tornam independentes um pouco mais rápido, por volta dos 12 meses de idade, mas, como o gavião-de-penacho, também atingem a maturidade sexual de dois a três anos de idade, enquanto os uiraçus-falsos levam de 22,7 a 30 meses até se tornarem independentes e começam a se reproduzir por volta dos três a quatro anos de idade. Em muitas das águias maiores, incluindo a harpia, a idade mínima de maturidade sexual parece ser cerca de cinco anos de idade e em algumas grandes espécies afro-tropicais, possivelmente varia até mais de sete anos de idade.

## Conservação

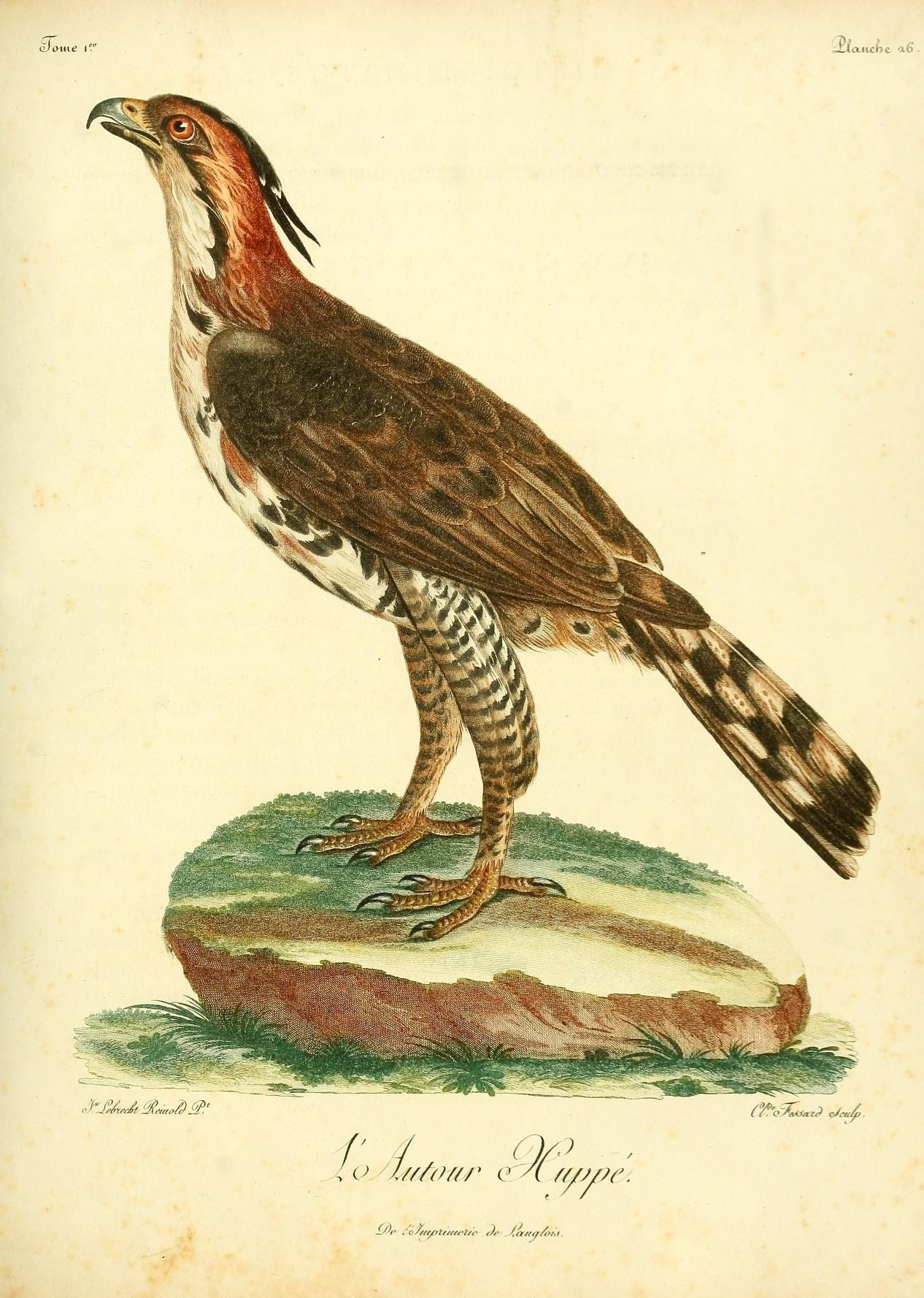
Spizaetus ornatus, representação de um artista de 1808 ou anterior

O gavião-de-penacho é, como muitas grandes aves de rapina, naturalmente escasso. A espécie tem mostrado, entretanto, uma tendência de declínio acentuada. Portanto, em 2012, a espécie foi elevada à categoria de Quase Ameaçada. Atualmente a população total é estimada entre 13 300 e 33 300 indivíduos, uma população muito pequena considerando a ampla distribuição da espécie. Vários meios de análise na Mata Atlântica do Brasil mostraram que o gavião-de-penacho é a espécie com menor densidade populacional das três espécies de Spizaetus na área. Em particular, quando comparado ao gavião-pega-macaco, o gavião-de-penacho é muito menos tolerante ao desmatamento parcial e à perturbação humana e geralmente é mais escasso. Por exemplo, na floresta fragmentada de Paranapiacaba, Brasil, o gavião-pega-macaco foi registrado 2,5 vezes mais frequentemente durante os levantamentos do que os gaviões-de-penacho. A espécie está localmente extinta em várias partes onde antes era presente. Acredita-se que foi extinto em certas regiões devido ao aumento da extensa colonização do século XIX em Tumbes, Peru, assim como nas regiões de Belém e provavelmente perto do rio São Francisco, no Brasil. A presença contínua de gaviões-de-penacho reprodutores foi considerada duvidosa ou em nível crítico de ameaça no oeste do Equador e biólogos locais consideraram que a espécie foi extirpada de Colima, México. Evidências indicam que declínios possam estar ocorrendo em quase todas as partes da distribuição da espécie. Os biólogos que trabalham no sudeste do Brasil determinaram que a espécie, embora ainda presente, deveria ser classificada como criticamente ameaçada regionalmente. Aumentos ou registros de reprodução em novas áreas provavelmente não estão correlacionados com aumento da população, mas provavelmente por migração de áreas adjacentes à medida que os habitats se tornam inaceitáveis, levando o aumento dos registros das espécies em florestas mais secas (no México) ou em altitudes mais elevadas (ou seja, na Colômbia). O que foi considerado como possíveis expansões de distribuição em diferentes áreas do Brasil, como a Caatinga (Parque Nacional da Serra das Confusões) e Rio Grande do Sul, assim como no noroeste do Peru, podem ser casos de levantamento mais extensivo em áreas pouco estudadas. O gavião-de-penacho tem é raro, mas recorrente, nas ilhas panamenhas de Coiba e Barro Colorado.
A principal causa, de longe, para o declínio da espécies são os níveis altos de desmatamento. O desmatamento extenso de várias áreas da região neotropical, particularmente a Amazônia, foi o catalisador à espécie ter um aumento do nível de preocupação em 2012. Os declínios estão correlacionados ao desmatamento na maior parte da área de distribuição da espécie, desde os limites norte no México até o limite sul na Argentina. Mesmo onde as terras são protegidas, em muitos casos as medidas ocorrem tarde demais devido à fragmentação da floresta, dificultando o uso extensivo pelos gaviões-de-penacho. A cobertura do dossel da floresta deve ser de pelo menos 80% para manter esta ave, de acordo com um estudo de seu habitat na Reserva da Biosfera Los Tuxtlas, México. Além do desmatamento, a caça humana também causa problemas. Em parte, isso se deve à competição pelas presas. Por exemplo, estudos em Tikal mostraram que 49,4% da biomassa em ninhos de gavião-de-penacho se sobrepunha aos animais selvagens mais amplamente caçados por humanos locais (ou seja, cracídeos, cutias e esquilos). Além disso, onde galinhas domésticas são encontradas, elas são caçadas de forma oportunista por gaviões-de-penacho. Devido à competição pelas presas selvagens e predação de aves domésticas, os humanos frequentemente alvejam e matam este e outros gaviões, mesmo sem provocação direta. Poucos esforços de conservação abrangentes são conhecidos por terem sido implementados especificamente no que diz respeito ao declínio desta espécie, além da retenção geral e conservação das florestas existentes.
Ao longo das pesquisas no Brasil, foi classificado em várias listas de conservação: em 2005, constava como criticamente em perigo na Lista de Espécies da Fauna Ameaçadas do Espírito Santo; em 2010, como em perigo na Lista de Espécies Ameaçadas de Extinção da Fauna do Estado de Minas Gerais e no Livro Vermelho da Fauna Ameaçada no Estado do Paraná; em 2011, como criticamente em perigo na Lista das Espécies da Fauna Ameaçada de Extinção em Santa Catarina; em 2014, como em perigo na Lista das Espécies da Fauna Ameaçadas de Extinção no Rio Grande do Sul e em perigo no Livro Vermelho da Fauna Ameaçada de Extinção no Estado de São Paulo; em 2014, como quase ameaçado na Portaria MMA N.º 444 de 17 de dezembro de 2014; em 2017, como criticamente em perigo na Lista Oficial das Espécies da Fauna Ameaçadas de Extinção do Estado da Bahia; e em 2018, como quase ameaçado no Livro Vermelho da Fauna Brasileira Ameaçada de Extinção do Instituto Chico Mendes de Conservação da Biodiversidade (ICMBio) e como provavelmente extinto na Lista das Espécies da Fauna Ameaçadas de Extinção no Estado do Rio de Janeiro.